# Yrjö Gunaropulos
Yrjö (Georg) Gunaropulos (Sant Petersburg (Imperi Rus), 28 de maig, 1904 - Hèlsinki (Finlàndia), 28 de maig, 1968), va ser un músic, compositor i director d'orquestra finlandès.
Els germans Yrjö, Anatol i Viktor Gunaropulos van néixer en una família grega a Sant Petersburg. Després de la Revolució Russa, la família va fugir a Sordavala i Gunaropulos va rebre la seva educació musical a Hèlsinki. A l'Institut de Música de Hèlsinki, ara l'Acadèmia Sibelius de la Universitat de les Arts de Hèlsinki, va estudiar violí, que ja havia practicat a Rússia i va estudiar composició amb Erkki Melartin.
El 1924, Gunaropulos es va convertir en banjo i violinista de l'orquestra de jazz Zamba, i Anatol va participar en un altre conjunt. Més tard, a la dècada de 1920, els germans van formar un quartet que actuava al restaurant del Teatre Tampere i als escenaris de Kuopio. Alvar Kosunen i diversos altres músics de jazz notables es van unir a l'orquestra. Tant Yrjö com Anatol van tocar durant un temps a la banda de jazz de François de Godzinsky, però a causa de conflictes interns el grup es va separar el 1928 i Gunaropulos i diversos altres van fundar llavors la Jolly Band. També va tenir la mateixa sort el 1929. La secció de l'orquestra que va començar a actuar al restaurant Fennia sota el lideratge de Gunaropulos aviat es va reorganitzar en els "Melody Boys". Anatol tocava el violoncel i el piano, Viktor la bateria, i com a líder de la banda Yrjö Gunaropulos va dominar el violí i el banjo, així com el saxo alt i el piano. "Melody Boys" va ser una de les orquestres de restaurants més modernes de Finlàndia i va imitar els estils musicals nord-americans.
A les dècades de 1920 i 1930, va fer enregistraments de gramòfon per a Odeon via Pohjoismainen Sähkö Oy amb Mauno Tamminen i Heikki Tuominen com a solistes. A més del schlager suec, els Melody Boys, també coneguts com a "Yrjön's Orchestra" i "Kaivohuone's Orchestra", van interpretar cançons populars finlandeses arranjades per a música popular per Gunaropulos. L'àlbum Isoo-Antti amb Markus Rautio com a cantant de 1929 conté tres parts de blues, convertint-se en el primer enregistrament de Finlàndia en aquest gènere.